# Trichocaulon clavatum
Trichocaulon clavatum là một loài thực vật có hoa trong họ La bố ma. Loài này được (Willd.) Huber miêu tả khoa học đầu tiên năm 1961.